# Кастрапо
Кастра́по — название одной из разновидностей галисийского диалекта испанского (кастильского) языка, на которой говорят в Галисии. Её отличительной чертой является использование слов и выражений, заимствованных из галисийского языка, которых нет в кастильском языке. Этот диалект считается простонародным.
Примеры:
Pecha la ventana (кастрапо) — Cierra la ventana (кастильский) — Pecha a ventá/fiestra/xanela (галисийский).
Un litro de aceche (кастрапо) — Un litro de aceite (кастильский и галисийский). Здесь происходит замещение кастильского окончания «-eite» на галисийское «-eche».